# 可逆性脳血管攣縮症候群
可逆性脳血管攣縮症候群（かぎゃくせいのうけっかんれんしゅくしょうこうぐん、英：Reversible cerebral vasoconstriction syndrome、頭字語：RCVS）は激しい頭痛を主徴とし、びまん性、分節性に可逆性の脳血管攣縮を呈する症候群でありCall Fleming症候群やpostpartum cerebral angiopathyなどとも呼ばれる。

## 疫学
正確な有病率はあきらかではないが決して稀な疾患ではなく頻度は増加している。

## 病態
RCVSの病態については不明な点が多い。剖検例においては脳血管の組織学的な狭窄や血管炎の所見が認められないことからRCVSの発症に最も重要な要素は血管緊張の調節障害と推定されている。血管内皮細胞の障害から血管原性浮腫をきたす可逆性後頭葉白質脳症（posterior reversible encephalopathy syndrome）と共通点が多い。

## 原因
産褥、高カルシウム血症、ポルフィリン症、褐色細胞腫といった疾患、頸動脈内膜剥離術などの外科的治療や免疫グロブリン製剤、エルゴタミン、各種トリプタン製剤、SSRI、コカイン、アンフェタミン、カンナビノイド系薬物、ブロモクリプチンなどの薬物投与といった誘因に関連して起こる。産褥はRCVSの約10％を占める主要な要因である。

## 症状
雷鳴頭痛
雷鳴頭痛（thunderclap headache）といわれる突発する激しい頭痛で発症する。70％程度の患者では頭痛が唯一の症状となる。頭痛の多くは両側性で後頭部または全体の拍動性頭痛が多く、嘔気や嘔吐、光過敏を伴うこともある。しかし片頭痛の痛みとは異なるとされている。咳、鼻をかむ、排泄行為、運動、性交、驚愕といったいきみを伴う動作や入浴が誘因となる。頭痛に関しては脳動脈瘤によるクモ膜下出血が鑑別となる。
その他の症状
初期に痙攣を生じることがある。痙攣や意識障害で発症する場合は初回は頭痛を訴えないこともある。頭痛と同時あるいは数日後に片麻痺など神経症状を示すことがある。この場合は脳出血や脳梗塞が生じている可能性が高い。

## 検査
脳血管検査（血管造影、頭部MRA、CTA）
脳血管所見は多発性のvasoconstrictionを認める。特にvasoconstriction部位と拡張部位が連続する数珠状所見（strings of beads）が特徴で、多くは両側性でびまん性である。血管は経時的に収縮と弛緩を起こしつつダイナミックに変化し、約40%にvasoconstriction部位が末梢から中枢側経時的に移動する所見（centripetal progression）が観察される。ただし30%ほどの症例では発症1か月以内ではvasoconstrictionが認められないため、たとえ特徴的なMRI所見が認められなくともRCVS疑いとしてフォローすることが望ましい。
頭部MRI
70〜90%では脳血管障害は合併しないがくも膜下出血、脳内出血、脳梗塞を合併することがある。最も多いのが円蓋部クモ膜下出血である。PRESも合併することがある。クモ膜下出血、脳内出血、PRESは頭痛発症後1週間以内が多いが脳梗塞は頭痛後2週間前後とやや遅れて出現する。

## 診断
下記のような診断基準が知られている。
- 急性の強度の頭痛（しばしば雷鳴頭痛）がある。局所神経症状あるいは痙攣はあることもないこともある。
- 一過性の経過をたどり、発症1か月を過ぎると新たな症状を認めない。
- 脳動脈瘤の部分的痙縮を血管造影（カテーテル法、MRA、CTA）で認める。
- 動脈瘤性くも膜下出血を認めない。
- 正常あるいはほぼ正常の髄液所見（蛋白<100mg/dl、細胞数<15白血球/μl）。
- 12週以内に完全あるいは実質的な動脈攣縮の正常化を認める。

## 鑑別診断
血管狭窄所見を認めた場合、原発性中枢神経系血管炎（primary central nervous system vasculitis、PCNSV）との鑑別が重要とされている。PCNSVは脳や脊髄といった中枢神経系の血管のみに炎症性変化が起こる稀な単一臓器血管炎である。雷鳴頭痛を起こすことは少なく、髄液検査で異常を認めることもある。確定診断は脳生検となる。他に雷鳴頭痛を起こす疾患の鑑別としては脳動脈瘤によるクモ膜下出血、脳動脈解離、脳静脈血栓症との鑑別が重要となる。

## 治療
カルシウム拮抗薬が経験的に使用されるが十分なエビデンスはない。